# Reneé Walker
Renee Walker es un personaje ficticio de la serie de televisión 24. En la misma, ella era una agente especial del FBI activa en la Oficina de Campo de Washington. 

## Temporadas
Estuvo involucrada en la investigación de los robos de tecnología antes del Día 7 y fue una agente integral en evitar las amenazas que surgieron durante el mismo. Al conocer a Jack Bauer (a quien sacó de un subocomité del Senado -donde estaba siendo interrogado- para ayudar con la amenaza del día) estaba horrorizada por su buena disposición a hacer lo que fuera necesario para seguir una pista. Sin embargo, cuando el día progresó, empezó a ver la necesidad detrás de las acciones de Jack y comprendió que la única manera de vencer a Alan Wilson, el conspirador principal de los eventos del día, sería actuar como Jack hubiera hecho.
Después de torturar a Wilson hasta casi matarlo, Renee fue despedida del FBI, pero fue solicitada a ayudar en la CTU Nueva York con respecto a su viejo trabajo encubierto con el sindicato ruso, Red Square, pero a alguien le pareció que no estaba lista para la tarea.

### Día 7
Con una citación para Jack Bauer, la Agente Walker y su compañero, el Agente Teller, interrumpen una investigación del Senado conducida por el Senador Blaine Mayer. Ella transporta a Jack al cuartel general del FBI y le informa sobre la amenaza de seguridad nacional presentada por Tony Almeida y su grupo. Cuando Jack simplemente se niega a creer que Almeida seguía vivo, ella le da las noticias que el cadáver en la tumba de Tony no era el suyo.
A pesar de la persistencia constante de Jack, Renee afirma que Tony estaba involucrado en algunas actividades ilegales, y que no estaba trabajando con ninguna agencia del gobierno. Ella alienta a Jack a trabajar con Sean Hillinger para localizar a Tony, lo cual les llevó a Gabriel Schector, un exproveedor de Jack y Tony de sus días en CTU. Ellos van a ver a Schector, pero este es asesinado por un agente de Tony antes de que pudiera decir algo. El edificio fue sellado después de una decisión de Renee, y el francotirador, Alan Tanner, fue descubierto por Jack. Renee y Jack le persiguen para asegurarse que el que infiltró al FBI no le dijera a nadie lo que estaban haciendo.
El Director de la Oficina del FBI en Washington, Larry Moss, llama a Renee para averiguar dónde estaba. Ella inventa una historia sobre seguir una pista, pero Moss no queda convencido. Renee y Jack siguen a Tanner hasta un barco contenedor, donde logran herirlo. Jack logra dispararle a una cámara de vigilancia, lo cual atrae la atención de algunos de los hombres de Tony, que salieron y empezaron a atacar a Jack y Renee. Masters es baleado, y Renee y Jack se separan dentro del barco. Renee encuentra una computadora donde estaban siendo borrados todos los archivos y no consigue detener el proceso. Mientras tanto, Jack encuentra a Tony, le persigue afuera y luego de una intensa pelea, Jack logra dominarlo. Renee aparece y le dice que el dispositivo no está. En ese momento, Moss llega luego de rastrear el celular de Renee.
Renee, Jack, Tony y Moss regresan al cuartel general del FBI en el helicóptero de Moss. Ella presencia el interrogatorio de Jack a Tony, pero no lo escucha decir la vieja clave de acceso de CTU, lo cual les lleva a Bill Buchanan. Moss continúa la investigación de Tony, pero en vano. Renee sugiere medidas más fuertes de interrogatorio, pero Moss furiosamente la rechaza y le pide que quitara a Jack del edificio. Mientras estaba yendo hacia Jack, Janis Gold le informa que localizó al topo del FBI, algo que Renee le había encomendado antes, e iría a averiguar de qué terminal de usuario venía. Renee pide ser puesta al tanto en cuanto Janis se enterara de algo.
Renee va a Jack y le dijo que procederían sin él, pero que el FBI le debía mucho ya que no tendrían a Tony sin él. Mientras Jack firmaba papeleo para ella, duerme a Renee y la deja en un escritorio, tomando su pistola. Renee recobra la conciencia y estuvo presente mientras los equipos trataban de evitar que Jack y Tony escaparan del edificio, pero fracasan y ellos logran escapar. Renee se disculpa con Moss por confiar en Jack.
Renee intenta encontrar a Jack y Tony ordenando a Janis y Sean, pero fueron bloqueados. Ella vuelve a pedirle disculpas a Moss, y dice que encontrará a los hombres. Janis identifica al francotirador de Gabriel Schector como Alan Tanner. Renee pide ser informada en cuanto despertara. Janis lo hizo, y Renee obliga a Janis a que retrasara a los abogados de Tanner mientras conversaba con el sospechoso. Ella le tortura hasta que él entrega información sobre Tony y su complot para capturar al primer ministro de Sangala, Ule Matobo. Ella informa a Moss, quien llama al equipo de seguridad de Matobo y entonces envió un equipo de apoyo. Renee se dirige a la ubicación de Matobo ella sola. 
En cuanto ella llega a la residencia de Matobo, Renee es capturada por uno de los hombres de David Emerson, Litvak. Emerson planeaba dispararle, pero Jack lo convence de no hacerlo, inventando una historia sobre el hecho de que quizás necesiten interrogarla para averiguar cuánto el FBI sabe sobre de Tanner. Emerson finalmente concordó, y la pone en la camioneta con los Matobo. Él entonces llama a un asociado y le pidió que comprobara en el FBI con su fuente interior y ver que se descubrió de Tanner. Cuando su fuente responde, Emerson descubre que Tanner no proveó detalles además del rapto de Ule Matobo, entonces Emerson le pide a Jack que mate a Renee.
Litvak, el chofer de Emerson, se estaciona en una obra de construcción en la avenida Morrison. Jack saca a Renee de la camioneta y le dijo que se diera vuelta. Ella exige que Jack la mirara a los ojos mientras le disparaba, pero la dio vuelta y murmura en su oreja que si confiaba en él, sobreviviría. Jack le dispara a Renee en su cuello, causando que cayera de cara al suelo. Él entonces la empuja a una zanja. Él la cubre con un nailon. Emerson entonces les pide a Jack y Tony que entierren a Renee, y estos comienzan a tirarle tierra con una pala mientras ella les daba una mirada horrorizada y preocupada.
Poco después, Bill Buchanan y Chloe O'Brian arriban en una camioneta y reviven a Renee. Después que ella se pusiera estable, los dos explicaron la situación y la necesidad que permaneciera "ignorada" del FBI. Ella se encuentra con Jack y comprensiblemente tenía reservaciones sobre trabajar con él, luego de que él le disparó. Sobre el curso de la siguiente hora, ella mira cómo Bill y Chloe se encargan de la operación, y entonces los ayuda con su ataque a la guarida de Dubaku en Adams 546. Ella utiliza su identificación del FBI para entrar al edificio corporativo, diciéndole al guardia que debido a que eran negocios de oficina, no debía reportarle a nadie sobre su entrada. Ella forma parte en el tiroteo posterior, en donde mata al Sr. Nichols para prevenir que tomara a los Matobo como rehenes personales.
Renee regresa con los Matobo a la base de operaciones de Bill y concuerda con Chloe y Jack que deberían buscar ayuda de otras agencias. Cuando Matobo le aseguran que podían confiar en la presidenta Taylor, organiza una reunión, y Renee se dirige con Bill y Jack a la Casa Blanca. Después de explicar todo a la presidenta y Ethan Kanin, Renee lo convence a Jack de contactar a su jefe, Larry Moss, por ayuda. Después de encontrarse con él, los ayudó a rastrear al agente corrupto Edward Vossler. Para presionarlo a hablar, Renee va a la casa de Vossler y toma a su esposa, Carol y su pequeño hijo como rehenes. Después que revela la ubicación de Dubaku - avenida Arlington 12451 - ella y Jack se reunieron y exitosamente logran matar a todos los mercenarios, pero no antes que uno de ellos le disparara a Henry Taylor en el pecho.
Jack llama a una ambulancia y paramédicos llegan llevándose a Henry. Larry Moss llama a Renee y la regañó por tomar cautivo a Carol Vossler y a su bebé. Renee le dijo que le duele hacer cosas como estas pero que fue necesario. Cuando Jack le dice que tenían el paradero de Dubaku, se dirigen allí y encontraron a Rosa y Marika Donoso. La última estaba en una relación con Dubaku sin saber realmente quién era. Luego de revelarle el violento pasado de Dubaku, Jack le pide a Marika que se encontrara con Dubaku para que pudieran atraparlo. Renee no estaba de acuerdo primero, pero le asegura a Marika y Rosa que la estarían siguiendo cerca. Mientras estaban siguiendo al auto que había recogido a Marika, fueron parados y detenidos por varios policías, que tenían una orden de arresto dada por el FBI. Larry determina que la orden había sido dada por el topo, y peleó para anularla. Renee es liberada de custodia junto con Jack luego de que Larry explicara la situación a la policía. Después de obtener una nueva pista de Dubaku, Renee y Jack lo persiguen hasta que Marika causa que el auto de Dubaku choque, matándola e hiriendo gravemente a Dubaku. Renee estaba visiblemente alterada, y pronto fue confrontada por Rosa, provocando que Renee tuviera una discusión con Jack.
Mientras estaba en el hospital, Dubaku es asesinado con una inyección letal por Udo, uno de los hombres del General Benjamin Juma. Walker siguió la pista y llegó a Lambourne Marina 44543, una dirección en un muelle en el Potomac donde Juma estaba reuniendo a sus fuerzas. Renee llama a Larry y le informó de esto, pero todavía no tenía información sobre el blanco del ataque de Juma. Cuando Juma y sus hombres se van en un barco, Renee saltó y pudo encontrar planos de la Casa Blanca. Cuando el hijo de Dubaku, Laurent, la encuentra, la sigue con el fin de matarla. Renee le dijo que Juma le había mentido y no le había contado que su padre había muerto. En el último momento, Larry llega y le disparó a Laurent, salvando a Renee.
Después de que Juma logra sitiar la Casa Blanca, Renee y Larry ayudaron con la coordinación de las operaciones. Ella también estuvo presente durante el informe al Vicepresidente Mitchell Hayworth. Luego de que Bill Buchanan se sacrificara para salvar a la presidenta, Larry y Renee ordenaron a los equipos tácticos adentro a pesar de la negativa de Hayworth y terminaron de matar a los terroristas. Renee continuó ayudando después con el despeje del edificio. Cuando lo ve a Jack, le expresa sus condolencias por la muerte de Bill. Jack entonces le dice que Bill habló de una amenaza próxima. Cuando trajeron esta información a Larry y la posibilidad de interrogar más a su única pista - Ryan Burnett - él en vez de eso lo arresta.
Sabiendo que Larry no haría nada, ella le plantea a Ethan Kanin las sospechas de Jack y él llama a Larry autorizándolo a liberar a Jack con Burnett. Enojado con ser volteado, Larry suspende a Renee indefinidamente, diciendo que ya no podía confiar en ella. A las 9:00pm, mientras estaba llenando sus formas de suspensión, le pregunta a Janis Gold sobre lo que había sucedido con Burnett. Jack después la contacta y le pidió que confiara en él. Él entonces le envía un correo electrónico con la foto de Quinn, a quien ella identifica como un empleado de Starkwood y le cuenta a Jack que Blaine Mayer tenía archivos de los negocios de Starkwood y le manda su dirección. Cuando Larry y Janis interceptan su mensaje de correo electrónico, él la arresta.
Una vez que Larry empezó a descubrir evidencia probando que Jack era inocente, contacta a Renee y le preguntó acerca de la información que le había dado a Jack. Ella le revela sobre Quinn y su participación en Starkwood, la cual era la razón por la cual Jack fue a la casa del senador Mayer. Renee también pidió ser soltada de detención, pero Larry decidió mantenerla allí por un rato.
Luego de que el arma biológica fuera tomada por los hombres de Starkwood, Larry regresa al cuartel general del FBI y libera a Renee de detención. Él le pidió disculpas por no confiar en ella, pero también le dijo que debería haberle confiado. Cuando le contó a Renee que Jack estuvo expuesto al arma química, estaba sacudida y comienza a llorar. Ella entonces se reúne con Jack mientras se estaba cambiando de ropa. Cuando vio sus cicatrices de cuando fue retenido en China, estaba perturbada por ellas y anunció que tenía que informarlo sobre el arma biológica.
Cuando Larry Moss y un equipo táctico fueron a la base de Starkwood, Renee coordinó desde el cuartel general y vio a través de cámaras cómo Moss y sus equipos fueron engañados a una emboscada por Greg Seaton. Junto a Jack y Janis Gold, buscan imágenes de infrarrojo del complejo para averiguar donde podrían estar las armas. Mientras lo estaban haciendo, Jack sufre un colapso debido a los síntomas de la infección. Renee se le acercó rápidamente y lo lleva a la Dra. Sunny Macer, quien lo atendió con una inyección para ocultar los síntomas. Cuando Jack rechaza un tratamiento experimental para el cual quizás necesitaría usar sangre de su hija, Renee trata de convencerlo de lo contrario permitiéndole saber lo que le estaba sucediendo. Jack pronto lo rechazó diciéndole que no quería involucrar a su hija.
Después de la 1:00am, Jack y Renee informan a la presidenta sobre el combustible de cohete RP-7 que Tony había hallado en el complejo de Starkwood. Cuando la presidenta Taylor se niega a darles luz verde debido a la amenaza de Hodges, Jack supuso que les había insinuado que lo hicieran de todos modos. Renee entonces contacta a Larry y le cuenta que luego de que Tony explotara los misiles Phyton, podría atacar el complejo con su equipo. Ella supervisa la operación de Tony junto con Jack hasta que vieron la explosión por satélite.
Sin que Jack lo supiera, Renee había contactado a Kim, quien había intentado ver a Jack todo el día. Ella la lleva a las oficinas del FBI y cuando Jack lo descubre, estaba inicialmente furioso. Sin embargo, acepta hablar con ella cuando Renee le explica que lo había estado buscando. Kim ofreció donar células madre para la operación, pero Jack lo rechaza, y Kim parte rumbo al aeropuerto.
Larry llama a Renee y le informa que un mercenario de Starkwood había escapado de la base con una lata del patógeno, matando a dos agentes. Él le pide a Renee y Janis que rastrearan el vehículo robado y mandara unidades de refuerzo a su ubicación. Cuando el Agente Park llegó a la escena y encuentra a Larry muerto, contacta a Renee para notificarla. Ya que era la agente superior, solicitó sus instrucciones. Aunque estaba angustiada por las noticias, le dijo que estableciera un perímetro y empezara a revisar el área. Ella le dice a Janis que alguien debería informarle a la exesposa de Larry de su muerte.
Renee descubrió la identidad del mercenario en fuga, Robert Galvez, y reúne a un equipo táctico para encontrarse con Park en la escena. Jack la acompaña a pesar de sus objeciones. Mientras iban al lugar, Jack notó que estaba obviamente afectada por la muerte de Larry e intentó consolarla, pero no lo aceptó. Al llegar, le pide a Park que le mostrara el cadáver de Larry y luego se larga a llorar. Cuando agentes del FBI escanean toda la zona, Galvez mata a uno de ellos y utiliza su walkie-talkie para hacer caer a todos los agentes en una trampa. Renee y Park asaltan el edificio donde Galvez teóricamente estaba, pero Jack se da cuenta de que Stoller estaba muerto, e intenta advertirle a todos. Renee y varios agentes logran evitar morir en la explosión.
Jack pronto se entera de que el mismo Tony era el compañero de Galvez y Renee se enfurece al saber que Tony fue la persona que asesinó a Larry, pero las advertencias fueron inútiles, ya que Tony y Galvez escaparon de la escena con el arma biológica. De regreso en la oficina central del FBI, ellos deciden obtener información de Hodges, quien estaba bajo custodia del FBI. Hodges revela el plan del cabal del variante priónico de lanzar atentados biológicos, echarle la culpa a los enemigos de EE. UU. y conseguir más evidencia en los asuntos militares del país. Para ayudar al FBI a hacer una evaluación de amenazas, Jack encarga a Renee que recuperara los servidores de CTU desmantelados y manda traer a Chloe.
Chloe encuentra la identidad de Jibraan Al-Zarian, un posible candidato para el ataque inminente. Chloe posteriormente descubre que Jibraan era realmente inocente - Tony estaba planeando incriminarlo. Jack y Renee llegan a la dirección de Jibraan, donde el hombre de Tony, Harbinson, estaba vigilando al hermano de Jibraan, Hamid. Al allanar el edificio, Hamid hiere a Harbinson, que acepta ayudar a hallar a Tony a cambio de tratamiento médico. Él realiza una llamada, y el FBI rastrea el paradero de Tony. Jack y Renee volvieron a capturar a Tony, rescatan a Jibraan y neutralizaron la lata.
Renee se prepara para transportar a Tony al cuartel general, amenazándolo en hacerlo pagar por matar a Larry. Sin embargo, Tony y su pareja, Cara Bowden, habían enviado a los operativos Saraj y Bob Peluso para vigilar a Kim en el aeropuerto. Ya que amenazaban en matarla, Jack se ve obligado a hacer escapar a Tony en medio del tráfico, dejando a Renee y a todos los demás esposados en la camioneta. Tony y Cara se llevan a Jack, planeando utilizar su cuerpo para quitar más del variante priónico. Una vez que llegan refuerzos y le quitan las esposas a Renee, llama a Kim para advertirle, y ordena que se clausurara la terminal, tras lo cual emprende camino al aeropuerto.
En el aeropuerto, Renee vio las secuelas de un violento tiroteo. Sarah estaba muerta, mientras que Kim y Bob estaban desaparecidos. Kim pronto contactó a Renee y la condujo a una salida de un estacionamiento por el que Bob estaba intentando escapar. Cuando Renee llegó, Kim tenía la laptop que había usado para enfocar una cámara hacia ella. El FBI rastrea la señal de la computadora y determina la ubicación de Jack: el Complejo Industrial Woodside.
Renee llegó al complejo por helicóptero, cuando Tony estaba a punto de entregar a Jack al líder del cabal Alan Wilson. Luego de un tiroteo, Renee corre hacia Jack, quien tenía un chaleco de C-4 puesto por Tony. Renee lo desarma mientras Jack explicaba que el objetivo de Tony era matar a Wilson, el responsable de la conspiración del gas nervioso Sentox y del asesinato de la esposa de Tony, Michelle. Con el plan del C-4 frustrado, Tony fue tras Wilson para eliminarlo personalmente. Renee detuvo a Tony disparándole en el hombro, mientras que Jack lo incapacitó con una bala en la muñeca.
Renee habla con Wilson, pero engreídamente negó vinculación en los acontecimientos del día. Mientras Wilson fue llevado al FBI, Renee tuvo un momento con Jack, expresando su deseo de obtener información de Wilson y evitar que el grupo lanzara otro atentado en el futuro. Antes de ser llevado al hospital, un moribundo Jack le aconsejó a Renee que tomara decisiones con las que pudiera vivir. Con esto en mente, Renee regresa a las oficinas, donde Tim Woods estaba en camino para recoger a Wilson. En la cámara de observación afuera de la sala de detención de Wilson, Renee apaga las cámaras y pidió a Janis que se marchara. Al negarse, Renee la obligó a punta de pistola a esposarse en un poste y rompe el teclado numérico de la puerta para impedir que alguien entrara. Janis intentó disuadirla, diciendo que estaba deshonorando la muerte de Larry. Pero Renee simplemente deja su placa del FBI y entra al cuarto de detención, con la intención de hacer hablar a Wilson.

### Después del Día 7
Ella fue puesta en libertad por el FBI, a pesar de sus acciones a lo largo del día. Fue revelado que casi mató a Wilson durante el interrogatorio y más tarde sufrió una crisis nerviosa, incluso intentando suicidarse cortándose sus venas. Empezó a trabajar para una firma de seguridad, pero como reveló, fracasó.

### Día 8
Aproximadamente a las 19:27 , Renee se puso en UAT como resultado de su experiencia como agente encubierto con un anillo de mafia rusa dirigida por Vladimir Laitanan, que tenía vínculos con una banda altamente secreta llamada la Plaza Roja . La Plaza Roja fue vinculado con el intento anterior en el presidente Omar Hassan vida y la venta de armas de uranio de grado a su hermano Hassan Farhad. Como estaba siendo introducido, Chloe O'Brian le preguntó sobre su trabajo con una empresa de seguridad, ella mencionó que ella ya no trabaja para la empresa. Con el tiempo cumplido CTU director Brian Hastings , quien pidió volver encubierto con los rusos. Jack Bauer, después de enterarse de su trabajo encubierto, decidió ir a hablar con ella. Puso en duda su estado emocional, dándose cuenta de las cicatrices en la muñeca que indicaban un intento de suicidio. Jack Hastings convencido de que lo dejara ir de incógnito con Renee. Renee no estaba contento con tener una "niñera". (" 7:00 p. m.-8: 00 p. m.)
Después de los dos llegó a un contacto ruso de negocios, Renee procedió a cortar el contacto de su dedo pulgar con una sierra eléctrica, después de seducirlo en poner la mano en un tornillo de banco con la promesa de quitarse el brazalete de libertad condicional. A pesar de las protestas de Jack se quedó encubierto, que luego convenció a su contacto para llevarla a Vladimir Laitanan , el líder del grupo-objetivo del FBI. Después de su llegada, Vladimir le pidió varias preguntas específicas para comprobar su sinceridad. Con la ayuda de Jack (a través de un canal com) que responde a las preguntas, pero Vladimir no estaba satisfecho y se preparó para su ejecución. Renee nunca admitió su verdadera identidad y Vladimir cedió, diciéndole que por fin podía hablar sobre su propuesta de acuerdo. (" 7:00 p. m.-8:00 p. m. "," 8:00 p. m.-9: 00 p. m.).
Cuando Jack llega allí le dijo a Renee estaba tirando de ella hacia fuera, a pesar de su seguridad de que ella estaba bien, pero los interrumpió Vladimir. Vladimir comenzó a realizar llamadas relativas a las barras nucleares, pero le dijo a Jack a salir de la habitación, dejándolo solo y Renee. Cuando llegó al último contacto, Renee le empujaba para intentarlo de nuevo, por último impulsivamente que no he venido aquí por él. En la ira, la golpeó dos veces Vladimir, derribando al suelo. Renee agarra un cuchillo de pan que había caído al suelo y lo apuñala en el ojo. Gritó, que alertó a Jack. Renee continuó apuñalar a él después de que cayó al suelo. Jack la apartó de Vlad, pero ella, sin darse cuenta de quién era, se dio la vuelta y se hundió el cuchillo en el estómago de Jack. Renee miró, horrorizado, como él se desplomó al suelo. Lugo Elson entró y preparado para disparar Renee después de ver mutilado el cuerpo de Vlad, pero antes de que pudiera hacerlo Jack sacó el cuchillo de su estómago y lo lanzó directamente a la garganta de Lugo, causándole la muerte.
Jack llamó a la CTU que se encontraban en su camino a la escena. Renee dijo que Jack había tenido razón y ella no podía manejarlo. Cuando empezó a llorar, dijo que lo único que quería era su vida de nuevo, y que ella había nadie. Él le dijo que ella todavía lo tenía. Oyeron los coches que llegan y se cree que sea la CTU, pero resultó ser un grupo de rusos, de quien Jack deduce que fueron enviados por uno de los contactos de Vladimir matarlo para conocer las varillas. Jack había Renee ocultar y explicar la situación a CTU cuando llegaron, diciéndoles que seguirle la pista. Así lo hizo y Jack se entregó a los rusos, diciendo que sólo quería hacer negocios. Se lo llevaron, y CTU llegó inmediatamente después. Renee explicó lo que había sucedido, pero Chloe dijo que no había visto los vehículos salir del recinto, y no podía rastrear a Jack. Renee estaba horrorizada y preocupada por la vida de Jack. CTU más tarde se enteró de que los rusos habían escapado de metro, dejando a Jack por su cuenta. (" 10:00 p. m.-11: 00 p. m. ). De vuelta en la CTU, Renee dio una breve declaración a Chloe, que contenía algunas mentiras para protegerse a sí misma según lo aconsejado por Jack Bauer. Mientras tanto, Brian Hastings fue presionado por Rob Weiss para permitir a Kristen Smith (del departamento de Justicia) para establecer Renee para el otoño, insinuando que había asesinado a sangre fría a Vlad. Jack se enteró y se abrió camino en el interior, el límite de Kristen y golpear a un guardia de la defensa de Renee. Jack fue sometido, pero más tarde llegó a un acuerdo con Hastings: Jack tomó la delantera en la recuperación de las barras, y Hastings retiró los cargos contra Renee. Renee más tarde llamado Jack, y ambos admitieron que quería ser uno con el otro. Jack había alguien tome Renee a su apartamento de Nueva York , donde tenía previsto a su encuentro cuando la crisis terrorista había terminado. (" 12:00 a. m.-1: 00 a. m. "," 01 a. m.-2: 00am ).
Unas horas más tarde, después de CTU fue llevado a cabo por un EMP bomba, Chloe llamada Renee informar de que Jack había desaparecido. Ella le dijo a Chloe "hacer lo que tiene que" para obtener la CTU de nuevo en línea. Ella se fue a encontrar a Jack en la zona de muelles a lo largo del East River. Así como uno de los francotiradores hacían cola para matar a Jack, que lo llevó a cabo con un tiro en la cabeza. Segundos después, mataron a los francotiradores restantes, el ahorro y Jack Cole Ortiz (" 04 a.m.-5: 00am ). Renee se fue con Jack a la escolta del Presidente Omar Hassan de la Naciones Unidas a Fort McGuire Air Force Base , y ayudó a Jack y Hassan luchar contra los mercenarios enviados por el general David Brucker adquirir Hassan y entregarlo a los terroristas. Cuando Hassan se entregó, Jack y Renee logró salir de la clandestinidad en la 7 ª Avenida . Jack le preguntó Renee tomar Dalia Hassan y Hassan Kayla a la base. Cuando Renee llegó, Presidente Allison Taylor dijo que no esperaba volver a verla después de la forma en que ella dejó el FBI hace dos años, pero que estaba feliz de tenerla a bordo porque necesitaba gente con la que puede confiar. (" 5: 12 a. m.-6: 00 a. m "," 6:00 a. m.-7: 00 a. m)
Renee se fue con Jack a salvar el presidente Hassan al llegar a su lugar de Dana Walsh. Llegaron a un callejón cerca del edificio de apartamentos Samir servía de escondite. Después de que Jack le dio instrucciones a todo el mundo, pidió a Renee a hablar con ella a solas. Luego le dijo que quería en el equipo de asalto con él, pero él le hizo prometer que ella se quedaba justo detrás de él y hacer exactamente lo que dijo, porque necesitaba su experiencia, pero se mostró reacio a ponerla en peligro.
Jack dirigió el equipo en el pasillo del piso cuarto. Cuando encontraron el apartamento donde Hassan se encontraba detenido, Jack abre la puerta sólo para encontrar un joven sentado en un sofá. Cuando una mujer entró a la habitación, Renee rápidamente le arrebató a la niña, tapándose la boca con la mano, y le entregó a los agentes Cartas y bancos fuera de la puerta. Mientras tanto, Jack empujó a la mujer a la cama y le dijo a Renee a abrazarla a punta de pistola.
Como Renee la observaba, se dio cuenta de una peluca rubia en el suelo, que la llevó a creer que la mujer era el conductor del coche en el que Hassan había sido secuestrado. Al igual que la mujer estaba a punto sacó un arma oculta, Renee le disparó dos veces su muerte. Una vez que la mujer estaba muerta, Renee seguido a Jack a la habitación secreta en el apartamento, y vi el momento en que Jack encontrado muerto Hassan.
Después de notificar a las autoridades, más agentes de CTU, incluyendo Cole Ortiz, llegan al edificio de apartamentos. Como Samir Mehran estaba siendo tratado por EMT s ', Renee brevemente notado un hombre con los técnicos de emergencias médicas a quien pareció recordar de algún lugar, pero no recordó de dónde. Después de dar la despedida a Cole, Renee fue al apartamento de Jack cuando le dijo que no iba a tenerlo a sus promesas a ella. Mientras ella hablaba, él la besó. Luego fue a su habitación e hicimos el amor hasta poco antes de las 9am. Después, Jack se puso de pie para conseguir un poco de agua para ellos. Después de que él salió de la habitación, su teléfono móvil comenzó a sonar junto a la cama. Por curiosidad, Renee contestó la llamada. Se Chloe que quería informar a Jack que Samir había sido asesinado. Renee recordó a continuación la EMT sospechoso y le dijo a Chloe al respecto. Sin embargo, como se puso de pie para informar a Jack, le dispararon con un rifle de francotirador por el mismo hombre que mató a Samir.
Superar a la que disparó, Jack sacó de la habitación y frenéticamente la llevó a un taxi esperando. Luego la llevó a San Andrew's Hospital , donde le entregó a un cirujano que la llevó a la sala de operaciones. Desafortunadamente, ella sucumbió a sus heridas debido a la pérdida de sangre y el daño arterial.
Como acto final de su amante caído, Jack le dio un suave beso, llorando. (" 7:00 a. m-8: 00 a. m "," 8:00 a. m.-9: 00 a. m)
- Datos: Q3315968